# Schorfheide
Schorfheide es un municipio del distrito de Barnim, en Brandeburgo (Alemania).
- Datos: Q547099
- Multimedia: Schorfheide (Barnim) / Q547099

1. ↑  Worldpostalcodes.org, código postal n.º 16244.